# Galina Vishnevskaya (biathlon)
Cet article concerne une biathlète kazakhe. Pour la soprano russe, voir Galina Vichnevskaïa.
Galina Aleksandrovna Vishnevskaya (en kazakh : Галина Александровна Вишневская) est une biathlète kazakhe, née le 10 février 1994 à Semeï.

## Biographie
Galina Vishnevskaya est sélectionnée très jeune dans l'équipe nationale en 2009 aux Championnats du monde de biathlon d'été junior. En 2011, pour sa deuxième compétition internationale, elle est médaillée de bronze aux Championnats du monde jeunesse sur l'individuel.
Lors des Jeux olympiques de la jeunesse d'hiver de 2012, elle récolte deux médailles : l'argent au sprint et le bronze à la poursuite. Entraînée par Rafail Mirsalimov, elle suscite de grands espoirs au Kazakhstan.
Dans les Championnats du monde junior, elle obtient sept médailles dont un titre en 2014 à Presque Isle sur la poursuite.
Chez les séniors, elle prend part à sa première épreuve de Coupe du monde en 2011 à Hochfilzen. Elle marque ses premiers points dans la saison 2013-2014. Elle est alors sélectionnée pour les Jeux olympiques d'hiver de 2014, où elle est 64e du sprint, 41e de l'individuel et 12e du relais.
En janvier 2016, elle termine 15e de l'individuel de Ruhpolding, améliorant clairement ses meilleures performances. Un an plus tard, elle obtient ses premiers résultats dans le top dix, dont une quatrième place à la mass start d'Oberhof, qui la propulse au vingtième rang de la Coupe du monde à la fin de l'hiver. Elle y gagne aussi deux médailles d'or à l'Universiade à Almaty et quatre titres aux Jeux asiatiques,.
Au début de la saison 2017-2018, elle signe un podium au relais simple mixte d'Östersund, avec Maxim Braun. Aux Jeux olympiques de Pyeongchang, elle est 30e du sprint, 20e de la poursuite 45e de l'individuel, 14e du relais et 18e du relais mixte.
Fin 2018, l'IBU suspend Vishnevskaya et d'autres biathlètes kazakhs sous suspicion de dopage. En mars 2019, le TAS annule cette décision et Vishnevskaya peut participer aux Championnats du monde.

## Palmarès

### Jeux olympiques
| Épreuve / Édition                | Individuel | Sprint | Poursuite | Départ en masse | Relais | Relais mixte |
| Jeux olympiques 2014 Sotchi      | 41e        | 64e    | —         | —               | 12e    | —            |
| Jeux olympiques 2018 Pyeongchang | 45e        | 30e    | 20e       | —               | 14e    | 18e          |
| Jeux olympiques 2022 Pékin       | 44e        | 52e    | 52e       | —               | —      | —            |

Légende :
- — : non disputée par Vishnevskaya

### Championnats du monde
| Édition / Épreuve       | Individuel | Sprint | Poursuite | Mass start | Relais | Relais mixte | Relais mixte simple              |
| ----------------------- | ---------- | ------ | --------- | ---------- | ------ | ------------ | -------------------------------- |
| Oslo 2016               | 24e        | 24e    | 25e       | 22e        | 8e     | 15e          | Épreuve inexistante à cette date |
| Hochfilzen 2017         | 21e        | 86e    | —         | —          | 12e    | —            | Épreuve inexistante à cette date |
| Östersund 2019          | 44e        | 68e    | —         | —          | 18e    | —            | 18e                              |
| Antholz-Anterselva 2020 | 9e         | 66e    | —         | —          | 18e    | 22e          | 22e                              |
| Pokljuka 2021           | 25e        | 73e    | —         | —          | 20e    | 27e          | 17e                              |

Légende :
- — : non disputée par Vishnevskaya

### Coupe du monde
- Meilleur classement général : 20e en 2017.
- Meilleur résultat individuel : 4e.
- 1 podium en relais simple mixte : 1 troisième place.

 Dernière mise à jour le 26 novembre 2017 

#### Détail des classements
| Saison    | Classement général final | Individuel | Sprint | Poursuite | Mass start |
| 2011-2012 | nc                       |            | nc     |           |            |
| 2012-2013 | nc                       | nc         | nc     |           |            |
| 2013-2014 | 86e                      | 48e        | 86e    | 81e       |            |
| 2014-2015 | 96e                      | nc         | nc     | 80e       |            |
| 2015-2016 | 41e                      | 19e        | 50e    | 52e       | 35e        |
| 2016-2017 | 20e                      | 41e        | 26e    | 12e       | 18e        |
| 2017-2018 | 30e                      | 33e        | 28e    | 22e       | 35e        |
| 2018-2019 | nc                       | nc         | nc     |           |            |
| 2019-2020 | 71e                      | 33e        | nc     | nc        |            |
| 2020-2021 | 67e                      | 46e        | 63e    | nc        |            |

### Jeux asiatiques
- Médaille d'or du sprint en 2017.
- Médaille d'or de la poursuite en 2017.
- Médaille d'or du départ en masse en 2017.
- Médaille d'or du relais mixte en 2017.

### Championnats du monde junior

#### Jeune
- Médaille de bronze de l'individuel en 2011.
- Médaille d'argent de l'individuel en 2012.
- Médaille d'argent de la poursuite en 2012.

#### Junior
- Médaille d'or de la poursuite en 2014.
- Médaille d'argent du sprint en 2014.
- Médaille d'argent du sprint en 2015.
- Médaille de bronze de l'individuel en 2015.

### Universiades
- Médaille d'argent du relais mixte en 2015 et 2017.
- Médaille d'or du sprint et du départ en masse en 2017.
- Médaille d'argent de l'individuel en 2017.

### Jeux olympiques de la jeunesse
- Médaille d'argent du sprint en 2012 à Innsbruck.
- Médaille de bronze de la poursuite en 2012.

### Championnats du monde de biathlon d'été
- Médaille de bronze du sprint et de la poursuite en 2018.